# Éolienne de Vaudeurs
L'éolienne de Vaudeurs est une éolienne Bollée située à Vaudeurs, en France.

## Localisation
L'éolienne est située dans le département français de l'Yonne, sur la commune de Vaudeurs.

## Historique
Construite en 1923, l'édifice est inscrit au titre des monuments historiques en 2004 et possède également le label « Patrimoine du XXe siècle ».